# 天主教西班牙港總教區
天主教西班牙港總教區（拉丁語：Archidioecesis Portus Hispaniae）是羅馬天主教在特立尼達和多巴哥一個教省總教區，下轄五個教區。
2010年有教友340,000人，佔轄區總人口26.0%。教區下轄六十一個堂區，有106名司鐸。現任教區總主教為若瑟·艾佛愛德·哈里斯。
1516年建立自治會院區，1650年被撤。1818年2月23日設立宗座代牧區，1850年4月30日升為總教區。